# Igüeña (kommunhuvudort)
Igüeña är en kommunhuvudort i Spanien.   Den ligger i provinsen Provincia de León och regionen Kastilien och Leon, i den nordvästra delen av landet, 300 km nordväst om huvudstaden Madrid. Igüeña ligger 913 meter över havet och antalet invånare är 1 633.
Terrängen runt Igüeña är huvudsakligen kuperad, men västerut är den bergig. Igüeña ligger nere i en dal. Runt Igüeña är det glesbefolkat, med 10 invånare per kvadratkilometer. Närmaste större samhälle är Bembibre, 16,7 km sydväst om Igüeña. I omgivningarna runt Igüeña växer i huvudsak blandskog.